# 개종용
개종용(Lathraea japonica)은 경상북도, 강원도, 일본의 나무밑에 나는 여러해살이 기생 식물이다. 전체에 거의 털이 없고, 근경은 다육질로 짧고, 넓은 비늘 조각이 어긋나기로 밀생한다. 비늘 조각은 다육질, 길이 5-10mm, 심장형, 꽃줄기는 곧게 서고, 길이 10-20cm, 비늘 조각이 드문드문 달린다.

## 참고 자료
- 이 문서에는 다음커뮤니케이션(현 카카오)에서 GFDL 또는 CC-SA 라이선스로 배포한 글로벌 세계대백과사전의 내용을 기초로 작성된 글이 포함되어 있습니다.